# Open Wonderland
Open Wonderland (ursprünglich Project Wonderland) ist eine freie Java-Spiel-Engine, um dreidimensionale, kollaborative Virtuelle Welten zu erstellen. Dabei werden Features wie High-Fidelity-Audio, Textchats, der Austausch von Dokumenten, aber auch der gemeinsame Gebrauch von Desktopanwendungen unterstützt. Open Wonderland ist vollständig erweiterbar, sodass Entwickler und Grafiker einfach neue Welten erstellen, oder Features zu existierenden Welten hinzufügen können.
Open Wonderland ging aus dem von Sun Microsystems unterstützten Projekt Project Wonderland hervor. Am 27. Januar 2010 wurde Sun Microsystems von Oracle übernommen und die Finanzierung von Project Wonderland beendet. Project Wonderland wird seither unter dem Titel Open Wonderland als unabhängiges, open-source Projekt mit einer regen Community weitergeführt.